# De Baandert
De Baandert era un estadi polivalent a Sittard-Geleen, Països Baixos. Inaugurat l'any 1964, es va utilitzar principalment per a partits de futbol i va acollir els partits a casa del Fortuna Sittard. L'estadi tenia capacitat per a 22.000 persones. Es va tancar l'any 1999 quan es va obrir el Fortuna Sittard Stadion.
L'estadi va acollir un partit internacional de la selecció neerlandesa de futbol: un amistós jugat el 27 de maig de 1992 contra Àustria (3-2).
L'estadi també va acollir els Campionats del Món d'Atletisme de 1980 amb dos esdeveniments no inclosos als Jocs Olímpics d'estiu de 1980: els 400 metres tanques femenins i els 3.000 metres femenins.